# Хуна
Хуна - село в Лакському районі Дагестану.
Знаходиться в підніжжі гори Кімізу, за 6 км від райцентру.
У 1928 році відкрито школу, яка з 1944 року перейшла на семирічку. В 1952 році при школі відкрито інтернат, що й досі діє.
У 1886 році Хуна мала 98 дворів. В 1914 році тут мешкало 535 осіб. Перед формуванням району (в 1929) в селі налічували 140 дворів та 384 людини.